# Campeonato Mundial de Remo de 1991
El XXI Campeonato Mundial de Remo se celebró en Viena (Austria) entre el 20 y el 25 de agosto de 1991 bajo la organización de la Federación Internacional de Sociedades de Remo (FISA) y la Federación Austríaca de Remo.
Las competiciones se realizaron en las aguas del río Danubio.

## Medallistas

### Masculino
| Evento                         | Oro | Plata | Bronce |
| ------------------------------ | --- | --- | --- |
| Scull individual M1X           | Thomas Lange · Alemania · | Václav Chalupa Checoslovaquia | Kajetan Broniewski · Polonia · |
| Doble scull M2X                | Henk-Jan Zwolle · Nicolaas Rienks · Países Bajos · | Leonid Shaposhnikov Uģis Lasmanis URSS | André Steiner · Oliver Grüner · Alemania · |
| Cuatro scull M4X               | Ģirts Vilks Nikolai Chuprina Serguei Kiniakin Valeri Dosenko URSS | Gianluca Farina · Massimo Paradiso · Filippo Soffici · Alessandro Corona · Italia ·                                                                                     | Jacob Maasdijk · Ronald Florijn · Hans Keldermann · Rutger Arisz · Países Bajos ·                                                                                  |
| Dos sin timonel M2-            | Steve Redgrave Matthew Pinsent Reino Unido | Denis Žvegelj Iztok Čop Yugoslavia | Karl Sinzinger · Hermann Bauer · Austria · |
| Dos con timonel M2+            | Carmine Abbagnale · Giuseppe Abbagnale · Giuseppe Di Capua (t) · Italia · | Tomasz Mruczkowski · Piotr Basta · Bartosz Sroga (t) · Polonia · | Dušan Macháček Michal Dalecký Oldřich Hejdušek (t) Checoslovaquia                                                                                                  |
| Cuatro sin timonel M4-         | Nicholas Green Michael McKay Andrew Cooper James Tomkins Australia | Jeffrey McLaughlin Patrick Manning Thomas Bohrer Michael Porterfield Estados Unidos                                                                                     | Markus Bräuer · Stefan Scholz · Andreas Lütkefels · Markus Vogt · Alemania ·                                                                                       |
| Cuatro con timonel M4+         | Bahne Rabe · Armin Eichholz · Armin Weyrauch · Matthias Ungemach · Jörg Dederding (t) · Alemania ·                                                                                           | Dragoș Neagu · Dumitru Răducanu · Valentin Robu · Ioan Șnep · Dănuț Dobre (t) · Rumania ·                                                                               | Tomasz Tomiak · Michał Cieślak · Jacek Streich · Wojciech Jankowski · Maciej Łasicki (t) · Polonia ·                                                               |
| Ocho con timonel M8+           | Martin Steffes-Mies · Dirk Balster · Claas-Peter Fischer · Thorsten Streppelhoff · Jürgen Hecht · Wolfgang Klapheck · Ansgar Wessling · Roland Baar · Manfred Klein (t) · Alemania · 5:50,98 | Darren Barber · Andrew Crosby · Robert Marland · Derek Porter · Michael Rascher · Bruce Robertson · Donald Telfer · John Wallace · Terrence Paul (t) · Canadá · 5:51,68 | Martin Cross Timothy Foster Anton Obholzer Richard Phelps Gregory Searle Jonathan Searle Jonathan Singfield Richard Stanhope Garry Herbert (t) Reino Unido 5:52,74 |
| Scull individual ligero LM1X   | Niall O'Toole Irlanda | Peter Uhrig · Alemania · | Wim Van Belleghem · Bélgica · |
| Doble scull ligero LM2X        | Kai von Warburg · Michael Buchheit · Alemania · | Christoph Schmölzer · Walter Rantasa · Austria · | Daan Boddeke · Jan van Bekkum · Países Bajos · |
| Cuatro scull ligero LM4X       | Simon Burgess Gary Lynagh Bruce Hick Stephen Hawkins Australia | Lars-Johan Flodin · Per Lundberg · Bo Ekros · Joakim Brischewski · Suecia ·                                                                                             | Laurent Porchier Roland Gaillac Patrick Maiore Thierry Renault Francia                                                                                             |
| Cuatro sin timonel ligero LM4- | Christopher Bates Carl Smith Thomas Kay Toby Hessian Reino Unido | Alfredo Striani · Sabino Bellomo · Francesco Cattaneo · Danilo Fraquelli · Italia ·                                                                                     | Fernando Climent · Juan Luis Aguirre · José María de Marco · Fernando Molina Castillo · España ·                                                                   |
| Ocho con timonel ligero LM8+   | Enrico Barbaranelli · Domenico Cantoni · Carlo Gaddi · Pasquale Marigliano · Fabrizio Ranieri · Fabrizio Ravasi · Andrea Re · Roberto Romanini · Gaetano Iannuzzi (t) · Italia · 6:13,21     | Stéphane Barré Sébastien Bel Bruno Boucher Stéphane Guérinot Laurent Irazusta Benoît Masson Antoine Orieux José Oyarzabal Philippe Spinelli (t) Francia 6:13,40         | Eduardo Montalvo Tom Hartley Robert Hermann Brian Varga David Collins Dale Hurley Thomas Auth James Manson Michael O'Gorman (t) Estados Unidos 6:15,25             |

### Femenino
| Evento                         | Oro | Plata | Bronce |
| ------------------------------ | --- | --- | --- |
| Scull individual W1X           | Silken Laumann · Canadá · | Elisabeta Lipă · Rumania · | Annelies Bredael · Bélgica · |
| Doble scull W2X                | Kathrin Boron · Beate Schramm · Alemania · | Elisabeta Lipă · Anișoara Dobre · Rumania · | Sariya Zakirova Yekaterina Jodotovich URSS |
| Cuatro scull W4X               | Kerstin Köppen · Sybille Schmidt · Claudia Krüger · Jana Sorgers · Alemania · | Mariya Omelianovich Mira Vaganova Yelena Jloptseva Tatiana Ustiuzhanina URSS                                                                            | Constanța Burcică · Fănica Costea · Anișoara Dobre · Doina Ignat · Rumania ·                                                                                               |
| Dos sin timonel W2-            | Marnie McBean · Kathleen Heddle · Canadá · | Stefani Werremeier · Ingeburg Althoff · Alemania · | Miriam Batten Fiona Freckleton Reino Unido |
| Cuatro sin timonel W4-         | Kirsten Barnes · Brenda Taylor · Jessica Monroe · Jennifer Doey · Canadá · | Stephanie Maxwell-Pierson Anna Seaton Shelagh Donohoe Cynthia Eckert Estados Unidos                                                                     | Judith Zeidler · Kathrin Haacker · Gabriele Mehl · Cerstin Petersmann · Alemania ·                                                                                         |
| Ocho con timonel W8+           | Kirsten Barnes · Megan Delehanty · Jennifer Doey · Kathleen Heddle · Kelly Mahon · Marnie McBean · Jessica Monroe · Brenda Taylor · Lesley Thompson-Willie (t) · Canadá · 6:28,20 | Irina Gribko Marina Suprun Natalia Grigorieva Yekaterina Kotko Sarmīte Stone Marina Znak Natalia Stasiuk Yelena Medvedeva Tomas Smitas (t) URSS 6:28,73 | Doina Șnep · Adriana Bazon · Iulia Bobeică · Veronica Cochela · Marioara Curelea · Viorica Neculai · Maria Păduraru · Doina Robu · Elena Georgescu (t) · Rumania · 6:34,07 |
| Scull individual ligero LW1X   | Philippa Baker Nueva Zelanda | Laurien Vermulst · Países Bajos · | Mette Bloch Jensen Dinamarca |
| Doble scull ligero LW2X        | Christiane Weber · Claudia Waldi · Alemania · | Teresa Zarzeczny Lindsay Burns Estados Unidos | Elisabeth Fraas Ulla Jensen Dinamarca |
| Cuatro sin timonel ligero LW4- | Liang Sanmei Li Fei Ou Shaoyan Liao Xiaoli China | Claire Davies Katharine Brownlow Annamarie Stapleton Alison Brownless Reino Unido                                                                       | Christine Smith Kelly Sherman Alison Shaw Ellen Minzner Estados Unidos |

## Medallero
| Núm. | País           | Oro | Plata | Bronce | Total |
| ---- | -------------- | --- | ----- | ------ | ----- |
| 1    | Alemania       | 7   | 2     | 3      | 12    |
| 2    | Canadá         | 4   | 1     | 0      | 5     |
| 3    | Italia         | 2   | 2     | 0      | 4     |
| 4    | Reino Unido    | 2   | 1     | 2      | 5     |
| 5    | Australia      | 2   | 0     | 0      | 2     |
| 6    | URSS           | 1   | 3     | 1      | 5     |
| 7    | Países Bajos   | 1   | 1     | 2      | 4     |
| 8    | China          | 1   | 0     | 0      | 1     |
| 8    | Irlanda        | 1   | 0     | 0      | 1     |
| 8    | Nueva Zelanda  | 1   | 0     | 0      | 1     |
| 11   | Estados Unidos | 0   | 3     | 2      | 5     |
| 11   | Rumania        | 0   | 3     | 2      | 5     |
| 13   | Polonia        | 0   | 1     | 2      | 3     |
| 14   | Austria        | 0   | 1     | 1      | 2     |
| 14   | Checoslovaquia | 0   | 1     | 1      | 2     |
| 14   | Francia        | 0   | 1     | 1      | 2     |
| 17   | Eslovenia      | 0   | 1     | 0      | 1     |
| 17   | Suecia         | 0   | 1     | 0      | 1     |
| 19   | Bélgica        | 0   | 0     | 2      | 2     |
| 19   | Dinamarca      | 0   | 0     | 2      | 2     |
| 21   | España         | 0   | 0     | 1      | 1     |
|      | TOTAL          | 22  | 22    | 22     | 66    |